# 아세트산 세균
아세트산 세균(영어: acetic acid bacteria) 또는 초산균(醋酸菌)은 발효 과정에서 당이나 에탄올을 산화시켜 아세트산을 생성하는 그람음성세균이다. 아세트산 세균은 아세토박터과(Acetobacteraceae)에 속하며, 10개의 속으로 구성된다. 여러 종류의 아세트산 세균이 특정 식품 및 화학 물질의 생산을 위해 산업에 이용된다.

## 형질
모든 아세트산 세균은 막대 모양(간균)이며, 절대호기성이다.

## 생태
아세트산 세균은 공기 중에 떠다니며, 자연에서 쉽게 볼 수 있다. 아세트산 세균은 당의 발효로 인해 에탄올이 생성되는 환경에서 흔히 존재한다. 아세트산 세균은 꽃꿀과 상처입은 과일로부터 분리될 수 있다. 아세트산 세균의 또 다른 공급원은 신선한 사과주와 여과 살균되지 않은 맥주이다. 이들 액체에서 아세트산 세균은 호기성 및 활동적인 운동성으로 인해 표면에 필름을 형성하며 자란다. 초파리 또는 식초 벌레(Turbatrix aceti)는 아세트산 세균의 번식에서 일반적인 매개체로 간주된다.

## 억제
포도주에서 아세토박터의 생장은 효과적인 위생, 보관 중인 포도주에서 공기를 완전히 제거하고 보존제로 포도주에 적당한 양의 이산화 황을 사용함으로써 억제할 수 있다.

## 물질대사
식초는 아세트산 세균이 포도주와 같은 알코올성 음료에서 대사할 때 생성된다. 아세트산 세균은 식초를 부산물로 생성하는 "산화 발효(oxidative fermentation)"라고 부르는 과정을 통해 특정 산화 반응을 수행하는 데 사용된다. 생명공학 산업에서 아세트산 세균의 산화 메커니즘은 l-아스코르브산, 다이하이드록시아세톤, 글루콘산, 셀룰로스와 같은 여러 화합물들을 생산하는 데 사용된다.
식품 산업 외에도 일부 아세트산 세균은 화합물의 산업적 생산을 위한 생체 촉매로 사용된다. 아세트산 세균은 화학 합성의 대안으로 친환경 발효 공정 개발을 위한 중요한 생체 촉매로 사용된다.
아세토박터(Acetobacter)와 같은 일부 속은 시트르산 회로의 효소들을 사용하여 에탄올을 이산화 탄소(CO2)와 물(H2O)로 산화시킬 수 있다. 글루코노박터(Gluconobacter)와 같은 다른 속은 시트르산 회로 효소의 풀세트를 가지고 있지 않기 때문에 에탄올을 산화시키지 않는다.
이들 세균은 산을 생성하기 때문에, 일반적으로 산에 내성을 가지고 있으며 pH 5.0 이하에서도 잘 자라지만, 최적 생장 pH는 5.4~6.3이다.
아세토박터의 한 종인 코마가테이박터 자일리누스(Komagataeibacter xylinus)는 셀룰로스를 합성(일반적으로 식물에 의해서만 수행됨)할 수 있다.

### 아세트산 발효
아세트산 세균은 아세트산 발효라고 불리는 과정을 수행하는 데 사용하는 세균으로 현미, 사과 등으로부터 식초를 만드는 데 이용된다. 아세트산 발효는 산소(O2)를 이용해 에탄올을 아세트산으로 산화시키는 과정으로 산화 발효라고도 하며, 산화적 인산화를 통해 ATP를 합성한다. 아세트산 발효는 최종 산물이 이산화 탄소(CO2)가 아닌 아세트산이기 때문에 산소(O2)를 이용하지만 발효에 포함시키기도 한다.

## 더 읽을거리
- Ecological occurrence of Gluconacetobacter diazotrophicus and nitrogen-fixing Acetobacteraceae members: their possible role in plant growth promotion 2008. Microb Ecol. 55(1):130-40.
- Genera and species in acetic acid bacteria, 2008 Int. J. Food Microbiol. Volume 125, Issue 1, Pages 15–24.
- Polyphasic taxonomy of acetic acid bacteria: An overview of the currently applied methodology, 2008 Int. J. Food Microbiol. Volume 125, Issue 1, Pages 2–14
- Biotechnological applications of acetic acid bacteria, 2008, Critical Reviews in Biotechnology, Volume 28, Issue 2, 101-124
- Evaluation of viability and growth of Acetobacter senegalensis under different stress conditions, 2013 Int. J. Food Microbiol.Volume 163, issue 2-3, 204-213